# Dieidolycus gosztonyii
Dieidolycus gosztonyii är en fiskart som beskrevs av Anderson och Pequeño, 1998. Dieidolycus gosztonyii ingår i släktet Dieidolycus och familjen tånglakefiskar. Inga underarter finns listade i Catalogue of Life.